# Seznam stálých zástupců Itálie při Evropské unii
Stálý zástupce Itálie při Evropské unii je oficiální zástupce vlády v Římě u Evropské komise.

## Seznam zástupců
| Začátek mandátu | Stálý zástupce                       | Poznámky | Seznam premiérů Itálie | Konec mandátu |
| --------------- | ------------------------------------ | --- | ---------------------- | ------------- |
| 1958            | Attilio Cattani                      | | Amintore Fanfani       | 1961          |
| 1961            | Antonio Venturini                    | | Fernando Tambroni      | 1967          |
| 1967            | Giorgio Bombassei Frascani de Vettor | [ 1 ] | Giovanni Leone         | 1976          |
| 1976            | Eugenio Plaja                        | (1914-1991) Byl to italský diplomat a v letech 1973 až 1975 stálý zástupce Itálie při OSN. Je držitelem záslužného řádu Spolkové republiky Německo.                     | Giulio Andreotti       | 1979          |
| 1979            | Renato Ruggiero                      | | Francesco Cossiga      | 1984          |
| 1984            | Pietro Calamia                       | | Bettino Craxi          | 1990          |
| 1990            | Federico de Roberto                  | | Giulio Andreotti       | 1993          |
| 1993            | Enzo Perlot                          | | Carlo Azeglio Ciampi   | 1995          |
| 1995            | Luigi Cavalchini                     | | Lamberto Dini          | 2000          |
| 2000            | Silvio Fagiolo                       | | Giuliano Amato         | 2001          |
| 2001            | Roberto Nigido                       | | Silvio Berlusconi      | 2001          |
| 2001            | Umberto Vattani                      | | Silvio Berlusconi      | 2004          |
| 2004            | Rocco Cangelosi                      | | Silvio Berlusconi      | 2008          |
| 2008            | Ferdinando Nelli Feroci              | [ 2 ] | Silvio Berlusconi      | 2013          |
| 2013            | Stefano Sannino                      | | Enrico Letta           | 2016          |
| 2016            | Carlo Calenda                        | | Matteo Renzi           | 2016          |
| 2016            | Maurizio Massari                     | (1959, Neapol) Byl to italský diplomat a v letech 2003 až 2006 byl velvyslancem pro OBSE v Srbsku a Černé Hoře. V letech 2013 až 2016 byl velvyslancem Itálie v Egyptě. | Matteo Renzi           | 2021          |
| 2021            | Pietro Benassi                       | | Mario Draghi           |               |